# Osadzony (film)
Osadzony – amerykański film sensacyjny z 1989 roku. Ukazuje ostatnie sześć miesięcy z pobytu Franka Leone'a (Sylvester Stallone) w więzieniu. Głównym motywem jest konflikt pomiędzy nim a naczelnikiem Drumgoolem (Donald Sutherland).
Film otrzymał trzy nominacje do Złotej Maliny: za najgorszy film, najgorszego aktora (Stallone) oraz najgorszego aktora drugoplanowego (Sutherland).